# Estegosaures (infraordre)
Els estegosaures (Stegosauria) constitueixen un grup de dinosaures herbívors que van viure des del Juràssic fins al Cretaci inferior. Les seves restes fòssils s'han trobat predominantment a l'hemisferi nord, prinicipalment a Nord-amèrica i a la Xina. L'origen geogràfic d'aquest grup no és clar; els estegosaures més antics s'han trobat a la Xina, tot i que s'han trobat restes fragmentàries al sud d'Anglaterra.
El gènere Stegosaurus, del qual el grup adquireix el nom, és l'estegosaure més conegut.

## Taxonomia
A continuació una llista amb els gèneres d'estegosaures:
Subordre Thyreophora
Infraordre Stegosauria
- Gigantspinosaurus
- Família Huayangosauridae
  - Huayangosaurus (Sichuan, Xina)
  -  ?Regnosaurus (Sussex, Regne Unit)
- Família Stegosauridae
  - Paranthodon - (Sud-àfrica)
  - Monkonosaurus - (Tibet, Xina)
  - Chungkingosaurus - (Chongqing, Xina)
  - Chialingosaurus - (Sichuan, Xina)
  - Wuerhosaurus - (Xinjiang, oest de la Xina)
  - Hesperosaurus - (Wyoming, USA)
  - Dacentrurus - (Regne Unit, França i Espanya)
  - Miragaia - (Portugal)[1]
  - Subfamília Stegosaurinae
    - Tuojiangosaurus - (Sichuan, Xina)
    - Kentrosaurus - (Tanzània, Àfrica)
    - Lexovisaurus (=Loricatosaurus)[2] - (Regne Unit i França)
    - Stegosaurus - (Wyoming, USA)

  - Ubicació incerta (incertae sedis)
    -  ?Craterosaurus - (Bedfordshire, Anglaterra)
    - Jiangjunosaurus - (Xinjiang, oest de la Xina)